# Raimondo delle Vigne
Raimondo delle Vigne, italijanski dominikanec, * 1330, Capua, † 5. oktober 1399, Nürnber.
Med letoma 1380 in 1399 je bil mojster reda bratov pridigarjev (dominikancev).
- Legenda maior sanctae Catharinae Senensis, 1477F
- La vita di Santa Caterina da Siena (Legenda maior), 1707

1. 1 2 3  Record #100958974 // Gemeinsame Normdatei — 2012—2016.
2. ↑  Swartz A. Open Library — 2007.
3. ↑  BeWeb